# Християнска деноминация
Християнска деноминация е идентифируемо религиозно тяло под общо име, структура и доктрина в рамките на Християнството. В ортодоксалната традиция църквите са разграничавани по етнически и лингвистични (на база на езика) линии в отделни църкви и традиции.
Технически различните деления между една група и друга се дефинират от доктрината и църковната власт. Въпроси като природата на Исус, правото на апостолското приемство, есхатологията и папския принципат разграничават една деноминация от друга.
Основни клонове са Православие, Римокатолицизъм, Нехалкедонски (Древноизточни) църкви, Англиканство и Протестантство. Всеки от тях има свои значими подразделения, например протестантските подразделения не поддържат обща теология или общо ръководство и по тази причина се приема, че са доста по-различни помежду си от други подразделения, така че отделните видове Протестанство често биват възприемани и като съвсем отделни деноминации.
Деноминационализъм е идеологията, според която някои или изобщо християнските групи са в някакъв смисъл варианти на едно и също нещо, независимо от отличителните им „етикети“. Това обаче не е възприето от всички църкви, например може да има неприемане на теологичните учения (такова има между Римокатолицизма и Източното Православие), някои групи могат да виждат други като апостатични или еретични и следователно нелегитимни версии на Християнството.
Католическата църква е най-голямата деноминация с над 1,1 млрд. члена, повече от половината християни по целия свят, която я прави най-голямата деноминация за която и да е религия в целия свят (макар че църквата не се възприема като деноминация, но като изначалната пред-деноминационна църква)  Протестантството като деноминация обхваща около 38–39% от Християните по света, и заедно с Католици, Протестанти и Англиканите и други близо-свързани деноминации формират Западно Християнство. Източно-православна църква, Ориенталските ортодоксални църкви и Асирийска източна църква са смятани за Източно християнски деноминации. Западното Християнство доминира основно в Западна Европа и нейните бивши колонии, а Източното – в Източна Европа, Близкия изток и Северна Африка.